# Fausse Identité (téléfilm)
Pour les articles homonymes, voir Fausse Identité.
Fausse identité (The Sister-in-Law) est un téléfilm américain réalisé par Noel Nosseck, diffusé en 1995.

## Synopsis
Une fois que Susan et Nicole se sont échanger leurs identités et alors à la suite, Nicole est décédée mystérieusement et c'est alors que Susan est coincée dans cette usurpation.

## Fiche technique
- Titre original : The Sister-in-Law
- Réalisation : Noel Nosseck
- Scénario : David Callaway et Megan Callaway
- Photographie : Paul Maibaum
- Musique : Richard Bellis
- Pays :  États-Unis
- Durée : 88 min
- Genre : Thriller

## Distribution
- Kate Vernon (VF : Emmanuèle Bondeville) : Sally Rae Preston / Kelly Richards
- Shanna Reed (VF : Catherine Davenier) : Madeleine Richards Warner
- Craig Wasson (VF : Patrick Floersheim) : Andy Warner
- Kent Williams (VF : Edgar Givry) : Jeff Powers
- Kevin McCarthy : George Richards
- Tonea Stewart (VF : Paule Emanuele) : Libby
- Al Wiggins : le shérif Rawlings
- Barbara Niven : Ashley Hawkins
- Jeromie Wilson : Mme Price
- Richard K. Olsen (VF : Raoul Delfosse) : M. Hooley
- Ralph Wilcox (VF : Hervé Jolly) : Dr Granger

Source et légende : version française (VF) sur Doublagissimo